# Ióannész Sztobaiosz
Ióannész Sztobaiosz (szülőhelye után kapott mellékneve; Sztoboi, Makedónia, Kr. u. V. század – ?,?) görög író, egy filozófiai és irodalmi szöveggyűjtemény összeállítója.
Életéről semmit sem tudunk. Nincsenek bizonyítékok arra nézve, hogy hivatásos író, vagy filozófiatörténész lett volna.
A neve alatt álló „Eklogón, apophthegmatón hüpotékón biblia tesszara” (Szemelvények, bölcs mondások, tanácsok négy könyvben) című gyűjteményt fia számára állította össze.

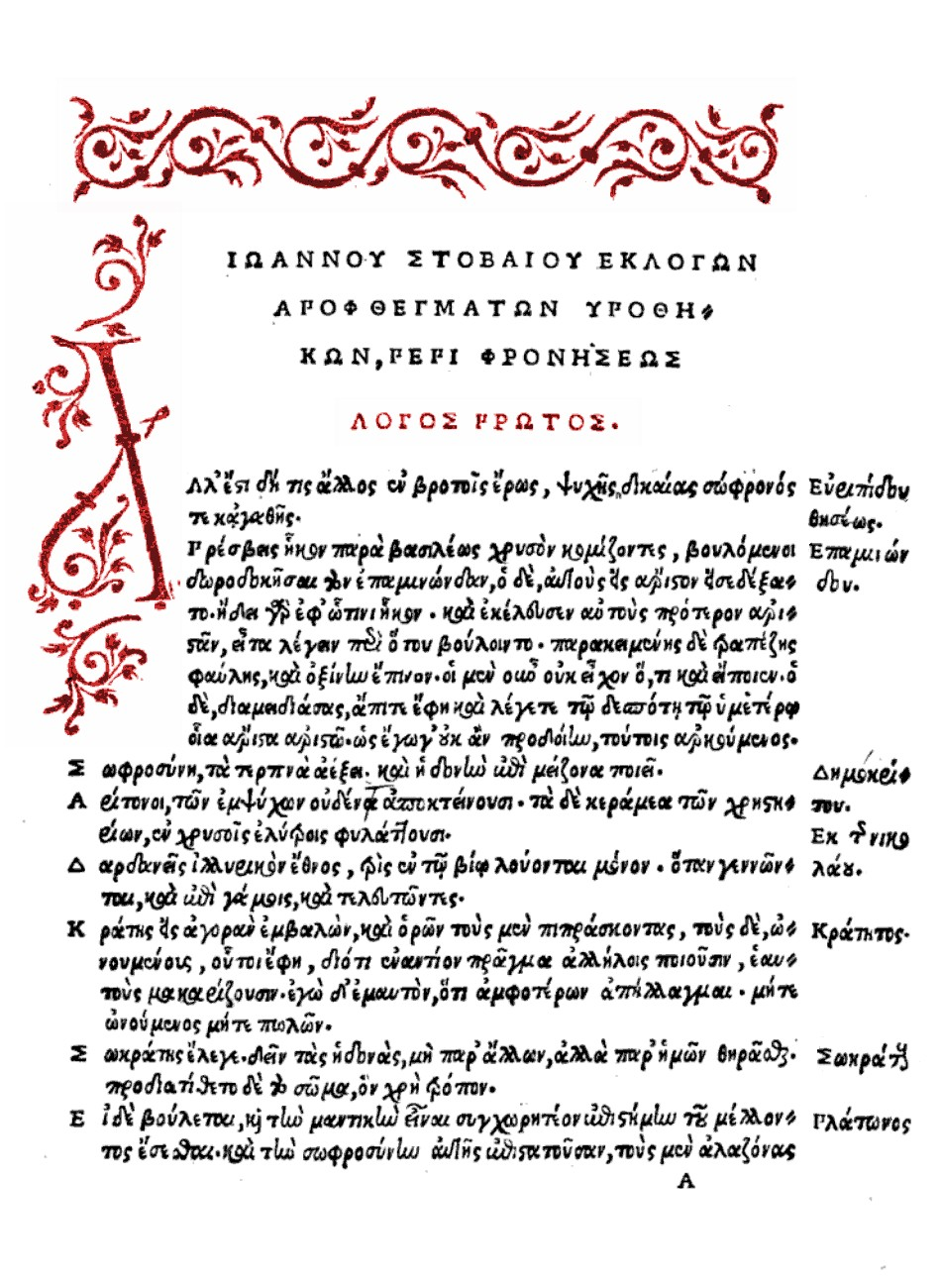
Az Anthologion 1536-os kiadásának első lapja

A több mint ötszáz görög szerző műveiből válogatott anyag egyes részei elvesztek. A mű egészére Phótiosz „Bibliothéké” című összefoglalásból következtethetünk. Az első két könyv, melyeket a középkori másolók Eklogai (Válogatások) néven őriztek meg, természetfilozófiai, ismeretelméleti és általános etikai kivonatokat tartalmaztak. A harmadik és negyedik könyv, Anthologion (latinul: Florilegium, azaz Virágcsokor) néven maradt fenn. Ezek a könyvek költőktől származó idézetekből állnak és gyakorlati erkölcsi kérdéséneket tartalmaznak. Az Anthologion teljes egészében fenn maradt.

## Magyarul
- Zénón és a többi sztoikus tanítása a filozófia etikai részéről; in: Sztoikus etikai antológia; vál., utószó, jegyz., fogalommutató Steiger Kornél; ford. Barcza József, Bollók János, Horváth István; Gondolat, Bp., 1983 (Etikai gondolkodók)